# Saiyang (köpinghuvudort i Kina, Jiangxi Sheng, lat 29,58, long 115,92)
Saiyang är en köpinghuvudort i Kina. Den ligger i provinsen Jiangxi, i den sydöstra delen av landet, omkring 100 kilometer norr om provinshuvudstaden Nanchang. Antalet invånare är 9 251. Befolkningen består av 4 458 kvinnor och 4 793 män. Barn under 15 år utgör 19,0 %, vuxna 15-64 år 72 %, och äldre över 65 år 8,0 %.
Runt Saiyang är det tätbefolkat, med 735 invånare per kvadratkilometer. Närmaste större samhälle är Xunyangqu, 17,6 km norr om Saiyang. I omgivningarna runt Saiyang växer i huvudsak blandskog.
Genomsnittlig årsnederbörd är 2 073 millimeter. Den regnigaste månaden är maj, med i genomsnitt 328 mm nederbörd, och den torraste är januari, med 59 mm nederbörd.